# Ditylomorphula mecophallica
Ditylomorphula mecophallica es una especie de coleóptero de la familia Oedemeridae.

## Distribución geográfica
Habita en Sudáfrica.